# Poullaouen
Poullaouen – miejscowość i gmina we Francji, w regionie Bretania, w departamencie Finistère. W 2013 roku populacja ówczesnej gminy wynosiła 1380 mieszkańców. 
Dnia 1 stycznia 2019 roku połączono dwie wcześniejsze gminy: Locmaria-Berrien oraz Poullaouen. Siedzibą gminy została miejscowość Poullaouen, a nowa gmina przyjęła jej nazwę. 